# Baldassare Verazzi

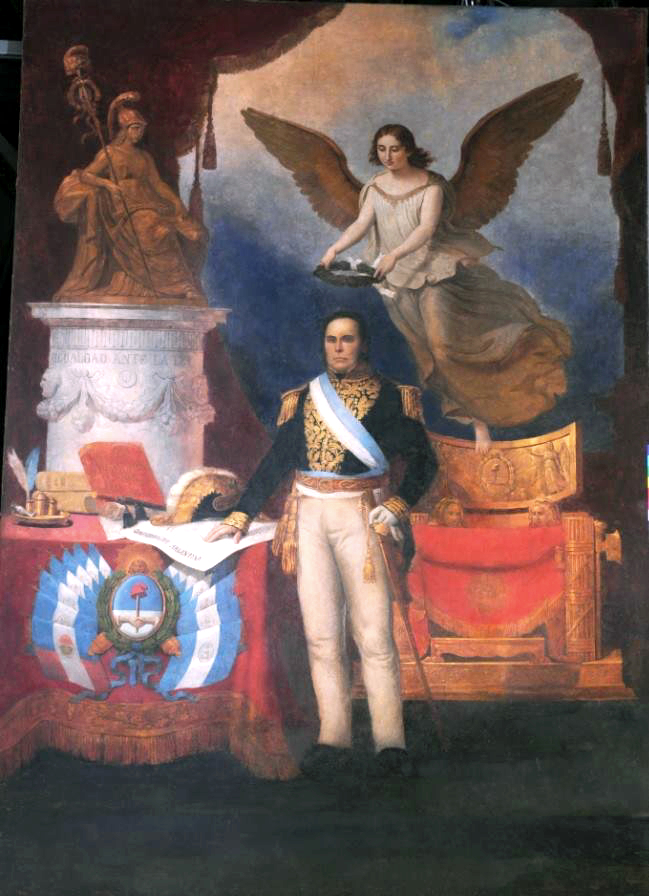
Allegoria del Generale Justo Josè De Urquiza

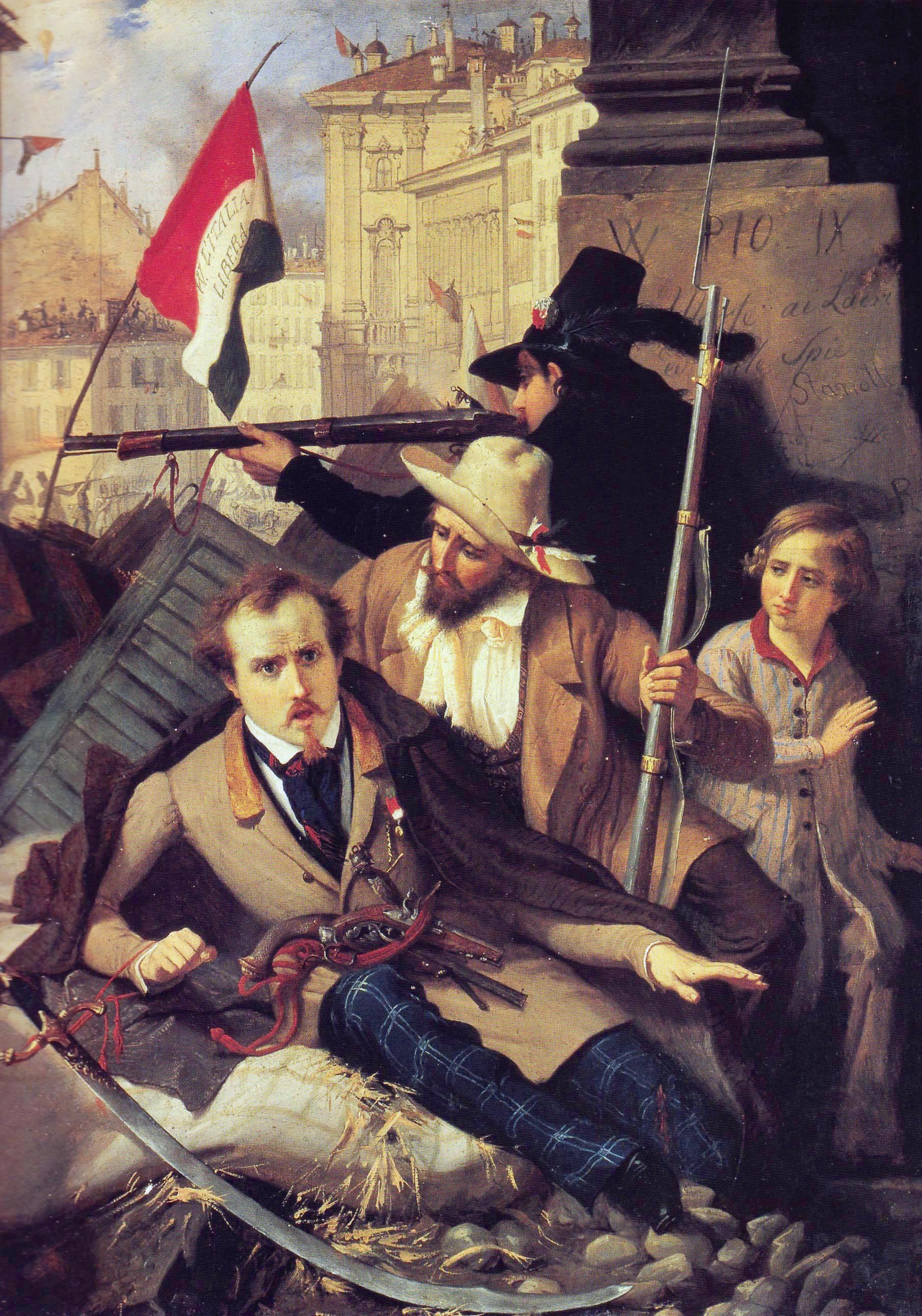
Episodio delle Cinque giornate di Milano (Combattimento presso il Palazzo Litta)

Baldassare Verazzi (Caprezzo, 6 gennaio 1819 – Lesa, 18 gennaio 1886) è stato un pittore italiano.

## Biografia
Studiò all'Accademia di Brera a Milano dal 1833 al 1842, quindi presso il pittore romantico veneziano Francesco Hayez (1791 - 1882) nel 1851, e partecipò a numerose esposizioni a Torino e Milano.
Nel 1851 vinse il Premio Canonica con l'opera La parabola del Samaritano e nel 1854 il premio Mylius con Raffaello Sanzio da Urbino presentato da Bramante al pontefice Giulio II.
Il suo capolavoro (ora in mostra al Museo del Risorgimento a Milano) è considerato Episodio delle Cinque Giornate (Combattimento a Palazzo Litta).
Dopo i primi lavori emigrò in America Latina nel 1855, dove si fece conoscere per composizioni storiche e allegoriche, e per ritratti(). A Buenos Aires realizzò le scenografie del Teatro Colón mentre a Montevideo gli affreschi della Rotonda del cimitero cittadino. Divenne famoso per il ritratto Allegoria del Generale Justo José de Urquiza, ora conservato al Salon Blanco del Palazzo del Governo a Paranà. Alcune sue opere sono conservate nei principali musei di Buenos Aires e di Montevideo, all'Accademia di Brera, alla  Galleria d'Arte Moderna di Milano, in raccolte private e nei seguenti edifici religiosi: cappella dell`Ospedale Fatebenefratelli (già Fatebenesorelle) di Milano, chiese di Malnate (VA), Sairano e Dorno (PV), Vimercate e Turbigo (MI) e nelle località del VCO di Ramello, Caprezzo, Bee e Trobaso.
Tornò in Italia e andò a vivere a Lesa, sul Lago Maggiore, pur mantenendo contatti con Caprezzo, suo paese natale, dove realizzò le sue ultime opere (La Madonna delle Grazie, 1878 e San Rocco soccorre gli appestati, 1879). Anche il figlio Serafino (1875 - 1945) fu apprezzato pittore.